# Tonnoiromyia tasmaniensis
Tonnoiromyia tasmaniensis är en tvåvingeart som beskrevs av Alexander 1926. Tonnoiromyia tasmaniensis ingår i släktet Tonnoiromyia och familjen småharkrankar. Inga underarter finns listade i Catalogue of Life.